# Французское Того
Французское Того, Французский Тоголенд (фр. Togo français) — французская подмандатная территория в Западной Африке, после объявления независимости переименована в Тоголезскую Республику.

## История
26 августа 1914 года в немецкий протекторат Тоголенд вошли французские и британские войска и оккупировали его через пять дней после короткого сопротивления. В 1916 году Того было разделено на французскую и британскую административные зоны, а после войны официально передано Лигой Наций как мандатная территория под управление Франции и Великобритании.
После Второй мировой войны мандат был продлён уже под названием подопечной территории ООН, как и ранее, под властью Франции.
В 1955 году был изменён статус — страна превратилась в автономную республику в составе Французского Союза, хотя и сохранила статус опеки ООН. Законодательное собрание избиралось общим голосованием взрослого населения, имело значительную власть над внутренними делами. Эти изменения были отражены в Конституции, утверждённой референдумом в 1956 году. 10 сентября 1956 года Николя Грюницкий стал премьер-министром Автономной Республики Того. Однако из-за нарушений в ходе плебисцита и неконтролируемых всеобщих выборов, проведённых в 1958 году, на них победил Силванус Олимпио. 27 апреля 1960 года Того разорвало свои конституционные связи с Францией, лишилось опеки ООН и стало полностью независимым государством, жившим по временной конституции.